# Бутырин, Игорь Павлович
Игорь Павлович Бутырин  (5 декабря 1923, Москва — 28 декабря 1994) — советский ватерполист и судья. В качестве игрока выступал за московские ЦДКА и ЦСК МО и ВВС МВО. Четырёхкратный чемпион СССР (1949, 1951, 1952, 1954). Судья всесоюзной категории (1957).
Участник Великой Отечественной войны. Награждён орденом Отечественной войны II степени и медалью «За победу над Германией в Великой Отечественной войне 1941—1945 гг.».

## Достижения
- Чемпион СССР: 1949, 1951, 1952, 1954[1]

## Награды
- Орден Отечественной войны II степени (6 апреля 1985)[1]
- Медаль «За победу над Германией в Великой Отечественной войне 1941—1945 гг.»[1]